# 圣老楞佐圣殿 (伍珀塔尔)
圣老楞佐圣殿（Basilika St. Laurentius）是德国伍珀塔尔最重要的一座罗马天主教教堂，由建筑大师阿道夫·冯·瓦格德斯设计，于1828年开工建造，1835年建成，建筑材料选用粉红色砂岩。1943年空袭期间，该堂被燃烧弹摧毁。1949年到1974年之间陆续修复。2013年12月，该堂升格为宗座圣殿。

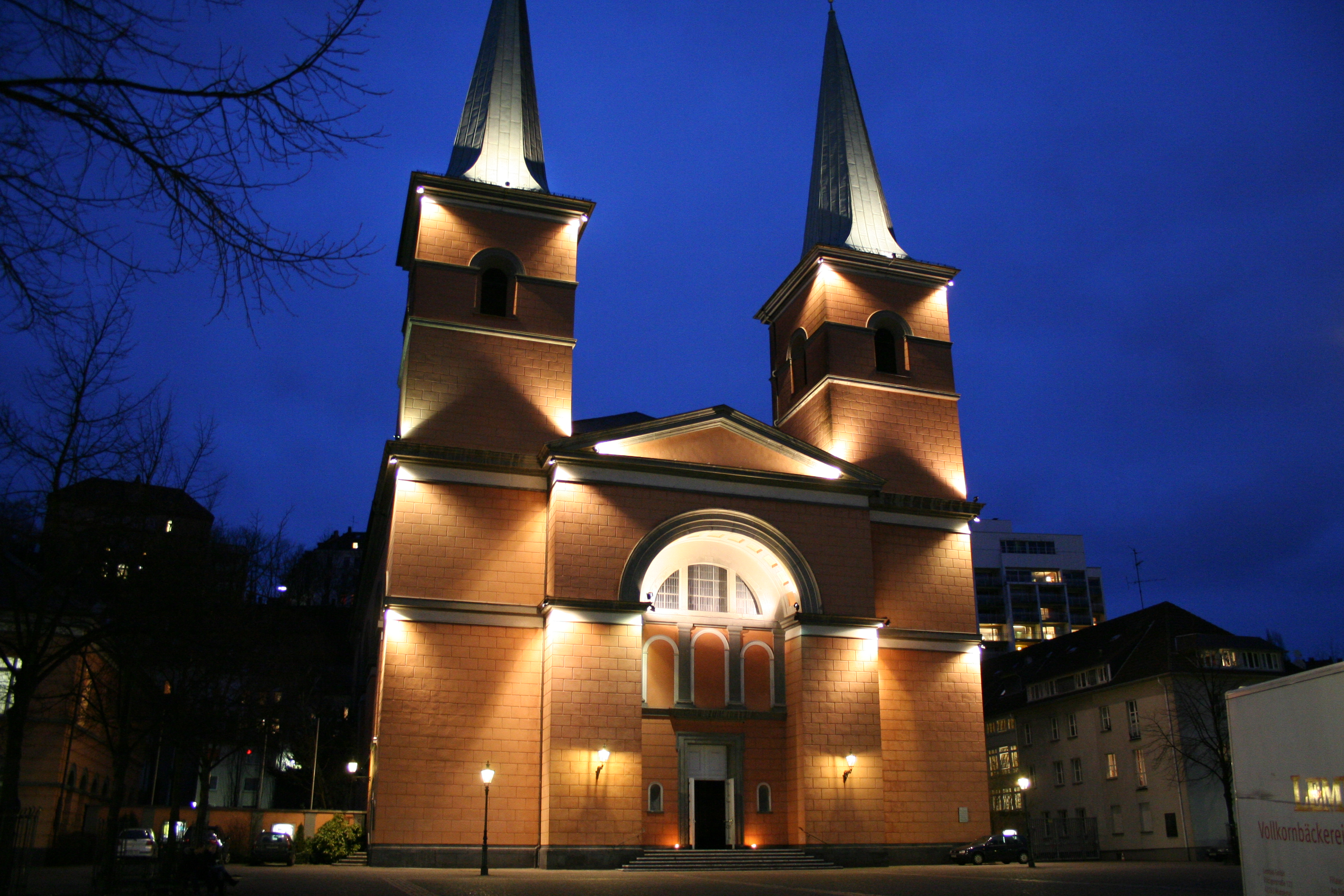
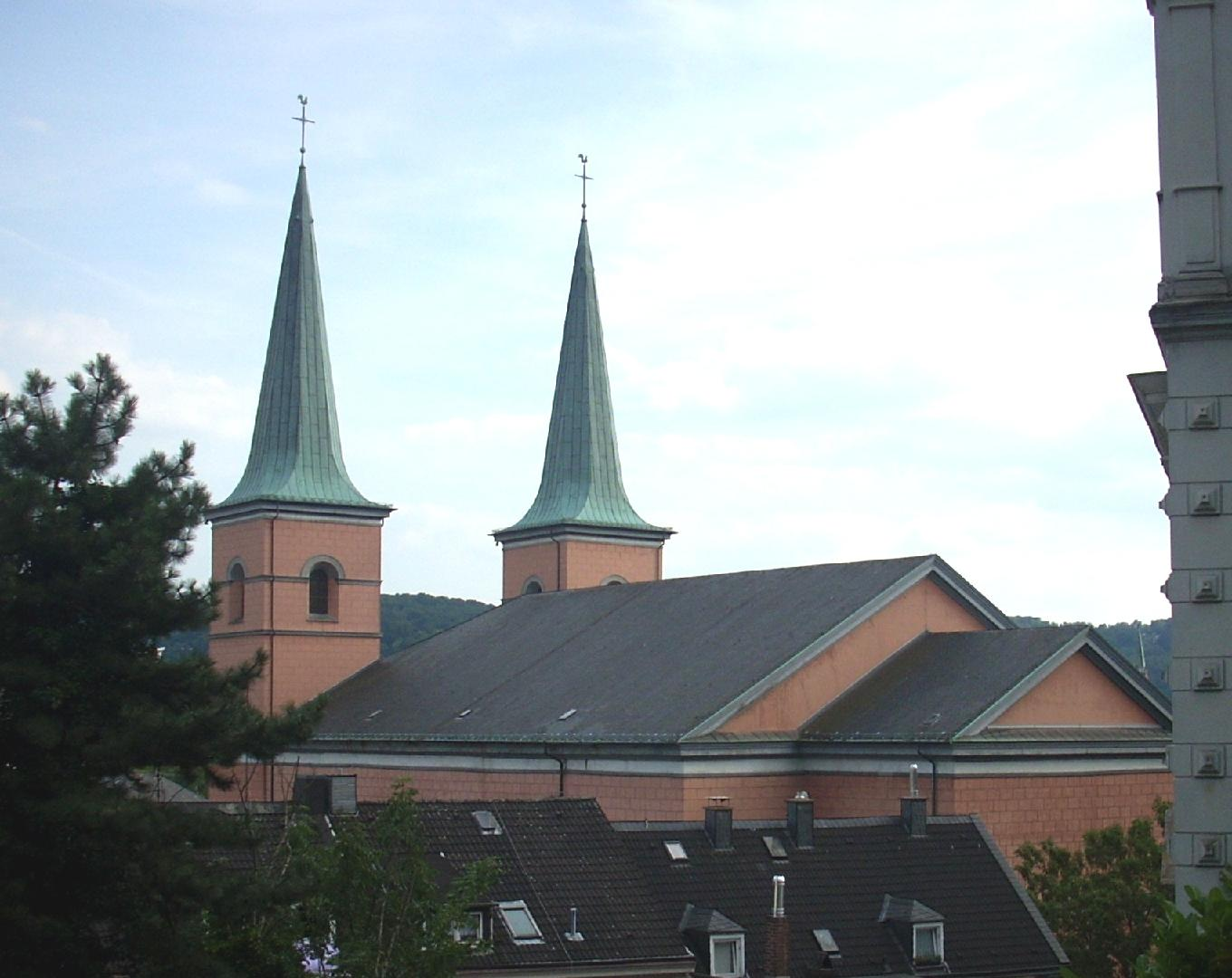
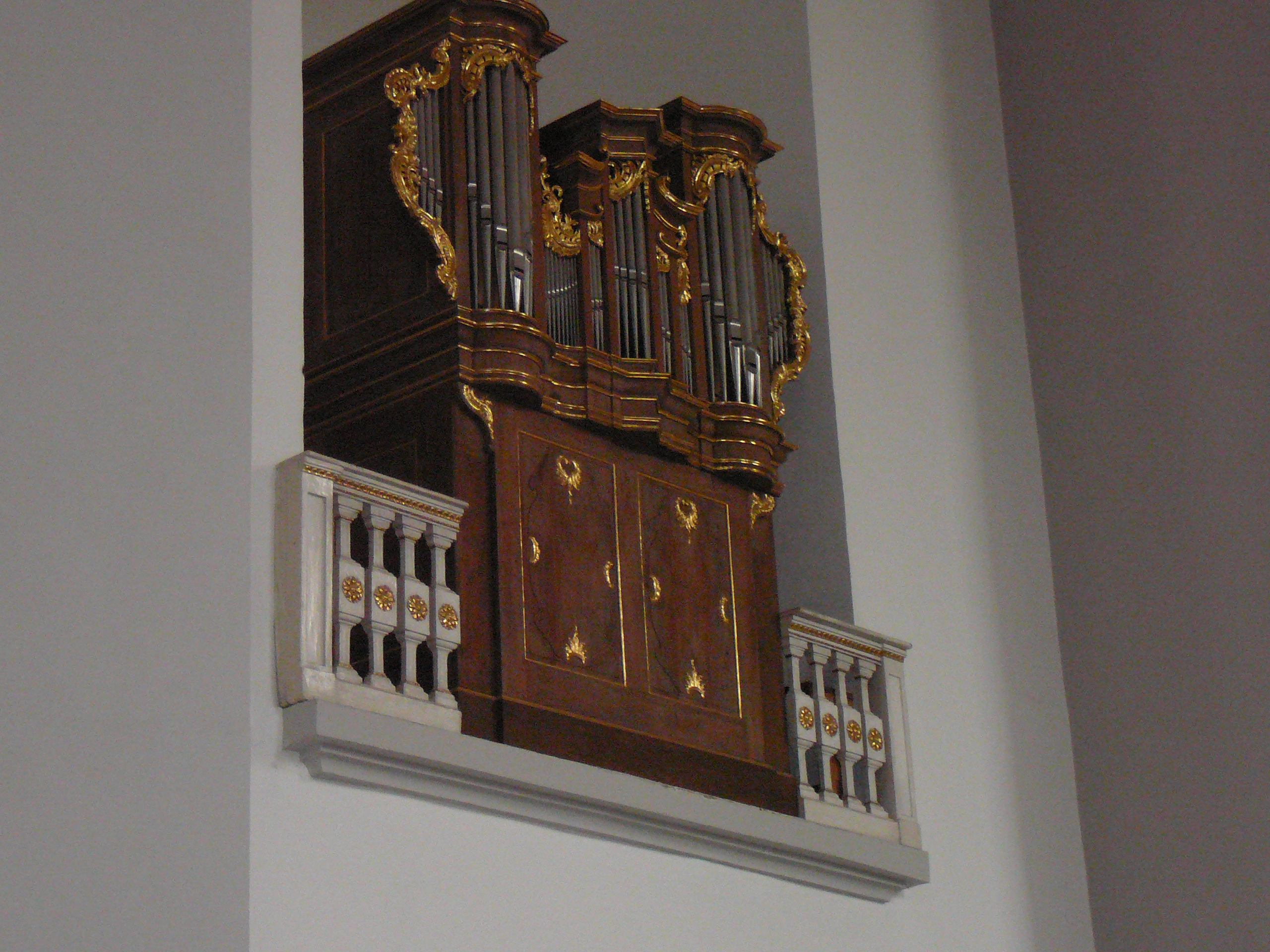